# Каррера, Майкл
Майкл Альберто Каррера Гамбоа  (англ. Michael Alberto Carrera Gamboa; род. 7 января 1993, Барселона, Ансоатеги, Венесуэла) — венесуэльский профессиональный баскетболист, играющий на позиции лёгкого форварда. Выступает за баскетбольный клуб «Эстудиантес».

## Карьера
Весной 2016 года Каррера стал выпускником университета Южной Каролины, за который выступал 4 сезона. По итогам чемпионата NCAA вошёл в первую символическую сборную Юго-Восточной конференции по версии тренеров со средней статистикой 14,5 очка, 7,7 подбора, 1,3 передачи, 1,0 блок-шота и 1,0 перехвата за 27,8 минуты.
Не став выбранным на драфте НБА, Каррера в составе «Майами Хит» принял участие в турнирах Летней Лиги в Орландо и Лас-Вегасе. В 11 матчах Майкл в среднем набирал 5,3 очка, 3,6 подбора и 0,9 перехвата за 17,6 минуты.
В августе 2016 года Каррера подписал контракт с «Автодором», который стал первым профессиональным клубом в карьере. Контракт рассчитан на 2 года опцией выхода в НБА после первого сезона. В Единой лиге ВТБ провёл 17 матчей, в среднем набирая 7,1 очка, 4,6 подбора, 1,1 передачи, 0,7 блок-шота и 0,5 перехвата за 20,3 минуты. В 16 играх Лиги чемпионов ФИБА его средняя статистика составила 4,3 очка, 3,8 подбора, 0,9 перехвата, 0,8 блок-шота и 0,8 передачи за 18,5 минуты. В марте 2017 года Майкл и саратовский клуб приняли решение о прекращении действия контракта по обоюдному согласию сторон.
В апреле 2017 года стал игроком «Маринос де Ансоатеги». В составе венесуэльской команды Каррера набирал 14,7 очков, 5,8 подбора и 2,2 передачи в среднем за игру.
В августе 2017 года перешёл в «Кэрнс Тайпанс».